# Estadio Estadual Jornalista Edgar Augusto Proença
El Estadio Estadual Jornalista Edgar Augusto Proença, también conocido como Estadio Olímpico do Pará o Mangueirão es un estadio de fútbol de la ciudad de Belém, estado de Pará en Brasil. Es la sede de los clubes Paysandú, Clube do Remo y Sport Club Belém. También ha sido utilizado algunas veces por la selección brasileña de fútbol.

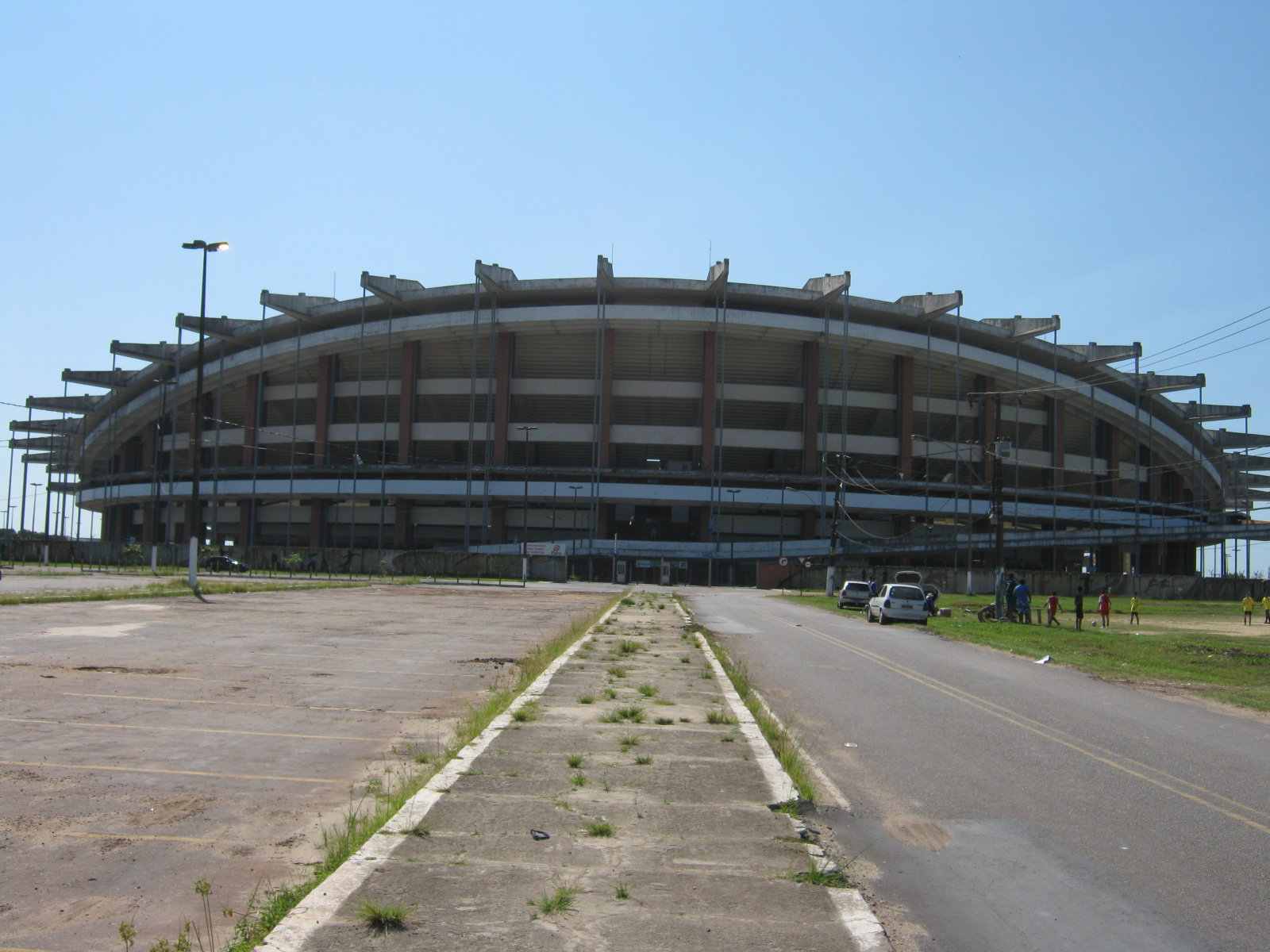
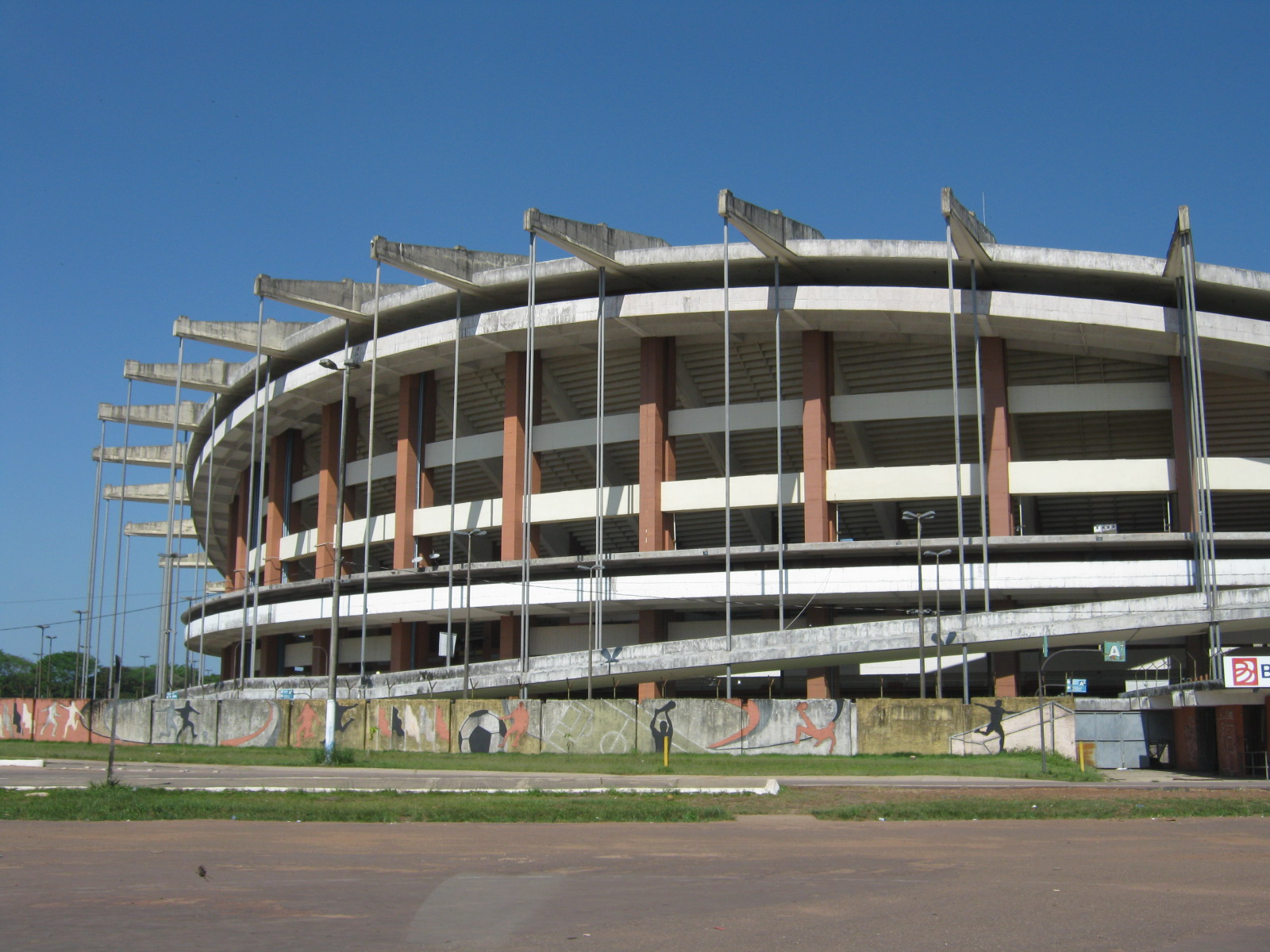

## Historia

### Construcción
El proyecto arquitectónico del estadio Mangueirão es de agosto de 1969. El estadio fue diseñado por Alcyr Meira, arquitecto local. El entonces gobernador del estado de Pará, Alacid Nuñes, ordenó la construcción de un estadio de fútbol para 120.000 personas. Las obras se iniciaron en 1970, cuando se construyeron el foso, la cancha y las gradas generales. Un año después, se cambió el proyecto y la capacidad máxima del estadio se redujo de 120.000 a 70.000. En 1971 se reiniciaron las obras de construcción, con la construcción del primer módulo estructural. El estadio completó su primera etapa de construcción en 1978.
El Mangueirão permaneció inacabado durante muchos años y fue apodado "bandola" por tener sólo un lado de las gradas cubierto y pintado con un motivo marajoara.

### Apertura
El partido inaugural se jugó el 4 de marzo de 1978, cuando un equipo Pará All-Stars venció a la selección juvenil de Uruguay por 4-0. El primer gol del estadio lo marcó la Mesquita de Pará. Anteriormente, en una apertura no oficial, Remo venció al Operário por 2-0.

### Primera reforma
En 2000, el Mangueirão sufrió remodelaciones para la finalización de las gradas y la inclusión de una pista de atletismo que duró hasta 2002. En la reinauguración del estadio, el 5 de mayo de 2002, Paysandu y Remo empataron 2-2 en un partido válido por el Campeonato Paraense. El nombre oficial del estadio fue cambiado por el del periodista Edgar Augusto Proença.
De 2002 a 2009, el Mangueirão acogió el Grande Prêmio Brasil Caixa de Atletismo, con récord de asistencia en América Latina en 2005, con más de 40.000 espectadores para esta categoría deportiva.
La mayor asistencia que recibió el estadio luego de su primera remodelación fue de 57.930 personas, el 15 de mayo de 2003, cuando Paysandú  perdió ante Boca Juniors en un partido válido por la Copa Libertadores 2003.

### Segunda reforma
El 23 de febrero de 2021, el gobierno estatal anunció una renovación general y ampliación del estadio. Se implementarían algunas modificaciones al estándar de la FIFA, además de la adición de un centro de control para el árbitro asistente de vídeo.
Cerca de la reapertura, el estadio acogió dos eventos de prueba, con partidos entre Remo y Paysandú válidos para las semifinales de la Copa Verde 2023, los días 26 y 29 de marzo, respectivamente. La reapertura oficial tuvo lugar el 9 de abril, en un derbi válido por la última jornada del Campeonato Paraense, con victoria de Paysandú por 1-0.